# Sygnał (film 2012)
Sygnał (czes.  Signál) – czeski film z 2012 roku w reżyserii Tomáša Řehořka.

## Opis fabuły
Do małej wioski, odciętej od świata przybywają dwaj młodzi chłopcy - Kája i Filos, którzy mają w niej zainstalować nowy nadajnik telefonii komórkowej. Spokój wsi zakłóca wiadomość o sporym wynagrodzeniu dla właściciela działki, na terenie której zostanie postawiony nadajnik. Mieszkańcy wsi zaczynają ze sobą rywalizować.
Film realizowano w Lipnicy nad Sázavou.

## Obsada
- Vojtěch Dyk jako Filos
- Kryštof Hádek jako Kája
- Bolek Polívka jako Stanek
- Karel Roden jako Pilka
- Jirí Menzel jako Prokes
- Norbert Lichý jako Medek
- Eva Josefíková jako Verunka
- Katerina Winterová jako Lída
- Viliam Čonka jako Mato
- Jirí Jelínek jako Pajda
- Matouš Rajmont jako Franta
- Karel Zima jako Kula
- Josef Bradna
- Hynek Čermák
- Frantisek Loukota
- Tadeáš Prášek
- Justin Svoboda